# Церковь Богоявления Господня (Прислониха)
Храм Богоявления Господня — православная церковь в селе Прислониха Ульяновской области. Памятник истории и культуры с 1990 г. В 2018 году восстановлен после пожара 2016 года, а статус утрачен. Храм, построенный в 1879 году, был расписан дедом советского художника Аркадия Пластова.

## История
Первая церковь в селе была построена в XVII в., а село, по документам 1694 года, называлось Богоявленским, Каменный Брод.
В 1722 году помещик Александр Сергеевич Белавкин построил новую деревянную Богоявленскую церковь, которая за ветхостью и теснотой помещения была уничтожена в 1878 году. На её месте возвели новую деревянную церковь. Престолов два: главный (холодный) — в честь Богоявления Господня, в приделе (тёплый) — в честь Казанской иконы Божьей Матери. Причт состоял из священника и псаломщика. Церковь была расписана дедом народного художника СССР Аркадия Пластова, Григорием Пластовым. Внутренние стены церкви после её возведения были украшены холстами с изображением на них сюжетов из Библии.
Храм закрыли в 1936 году, а в 1957 году хотели снести, но сняли только купола. Здание использовалось как склад. Многие иконы и холсты были утрачены.
В 1994 году церковь была возвращена верующим и отреставрирована. Восстановлением Богоявленской церкви занимался сын Аркадия Пластова — Николай.
Сильным пожаром в 2016 году, храм был практически уничтожен.
Восстановлен к концу 2018 года.

## Престольные праздники
Богоявление (Крещение Господне) — 19 января

## Духовенство
- Священник Галактион Топорнин; псаломщик Григорий Гаврилович Пластов (с 1875, дед Аркадия Пластова); церковный староста — местный крестьянин Корней Степанович Гундоров[5].
- Священник Василий Дмитриев (на 1917)[6];
- Настоятель: протоиерей Димитрий Савельев (на 2024)[7];

## Галерея

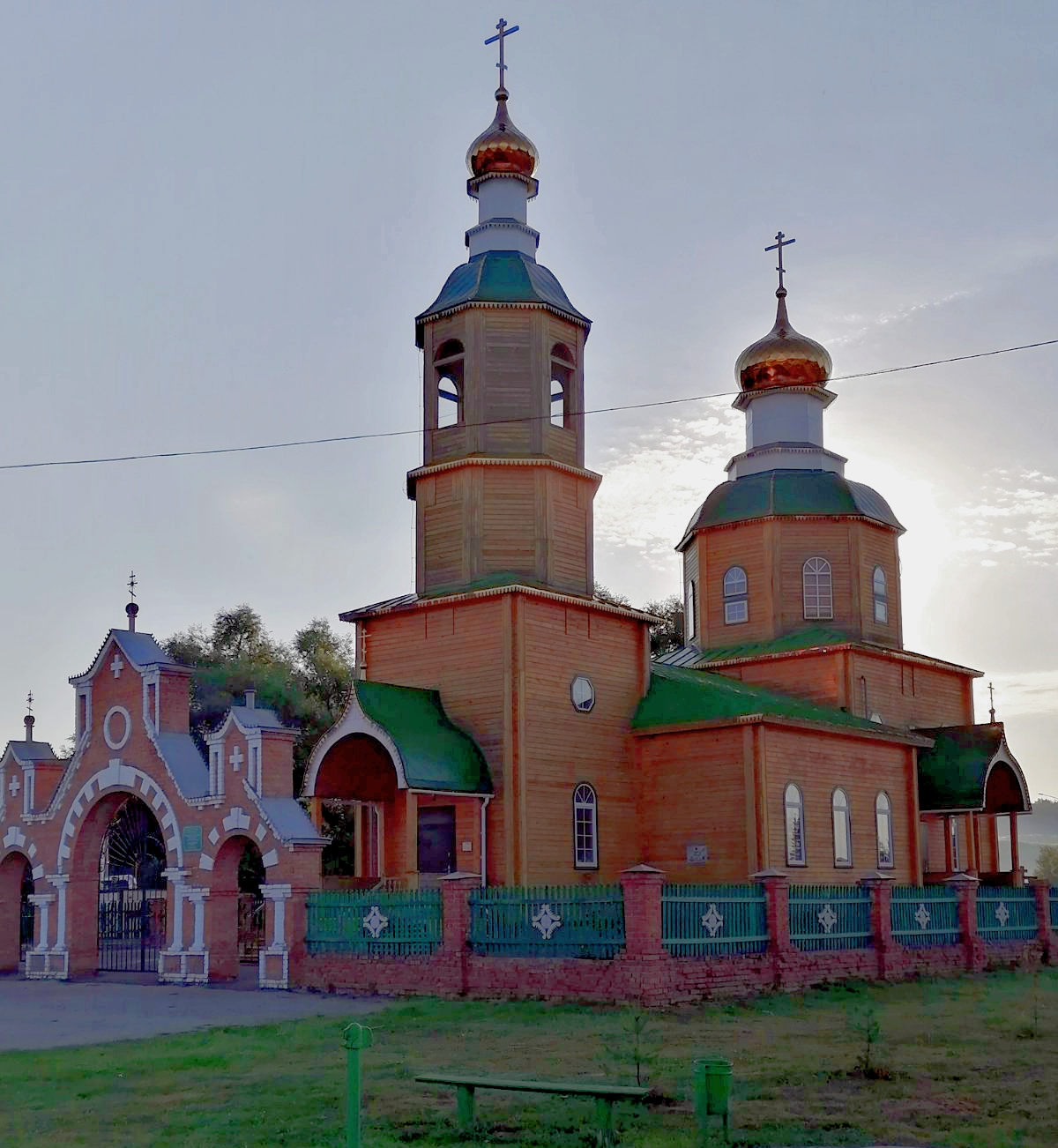
Церковь Богоявления Господня.
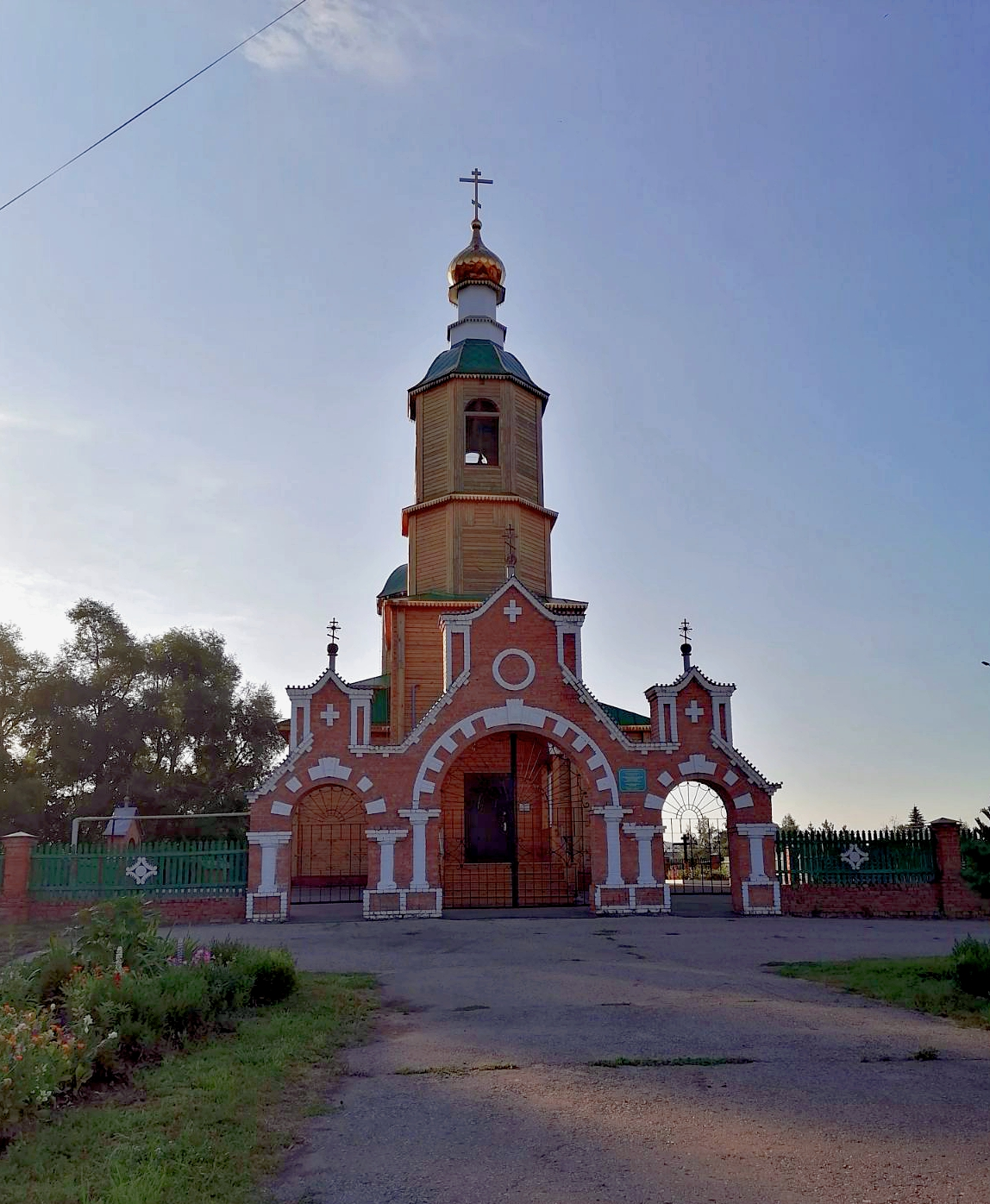
Церковь Богоявления Господня.
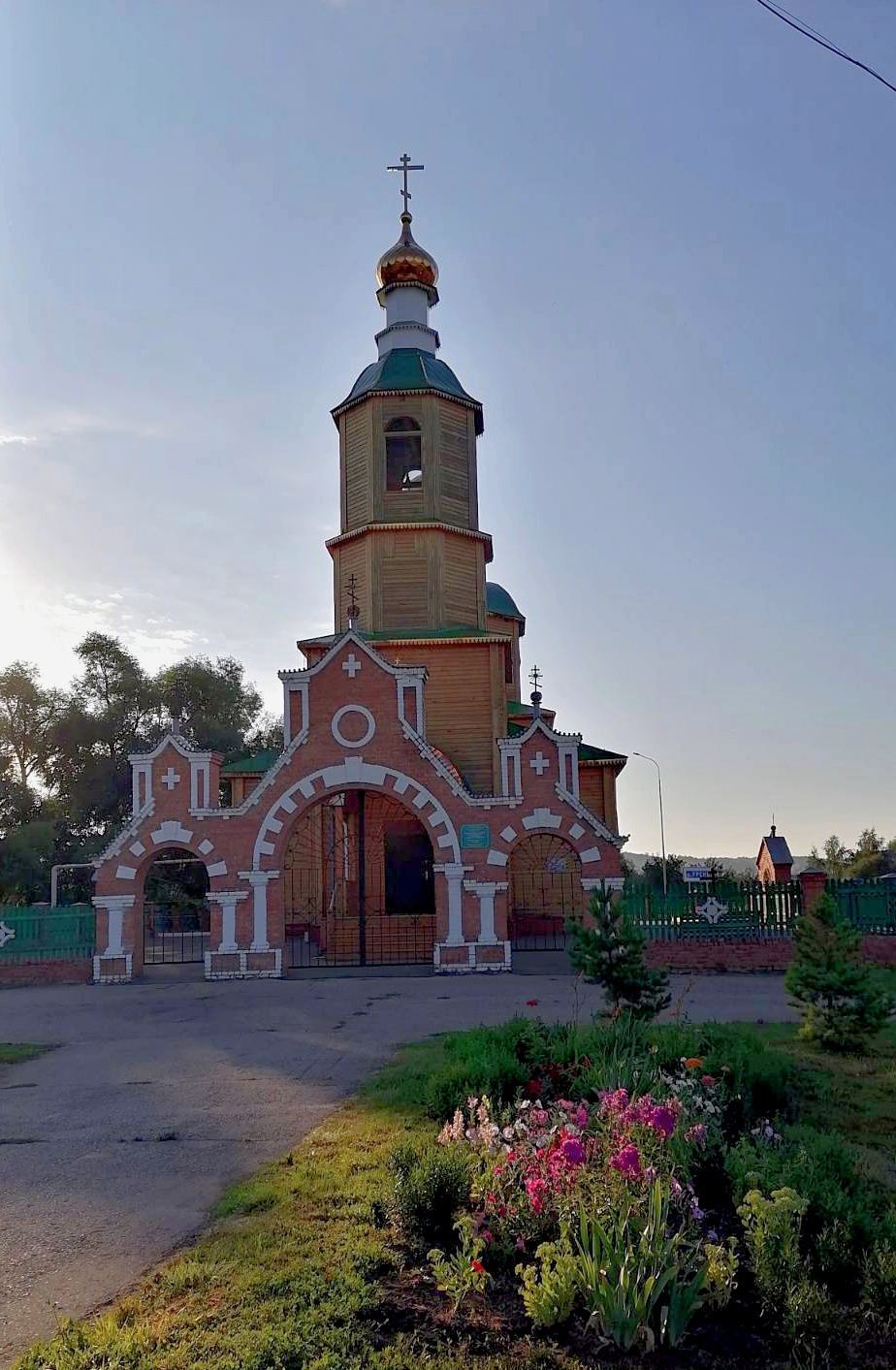
Церковь Богоявления Господня.
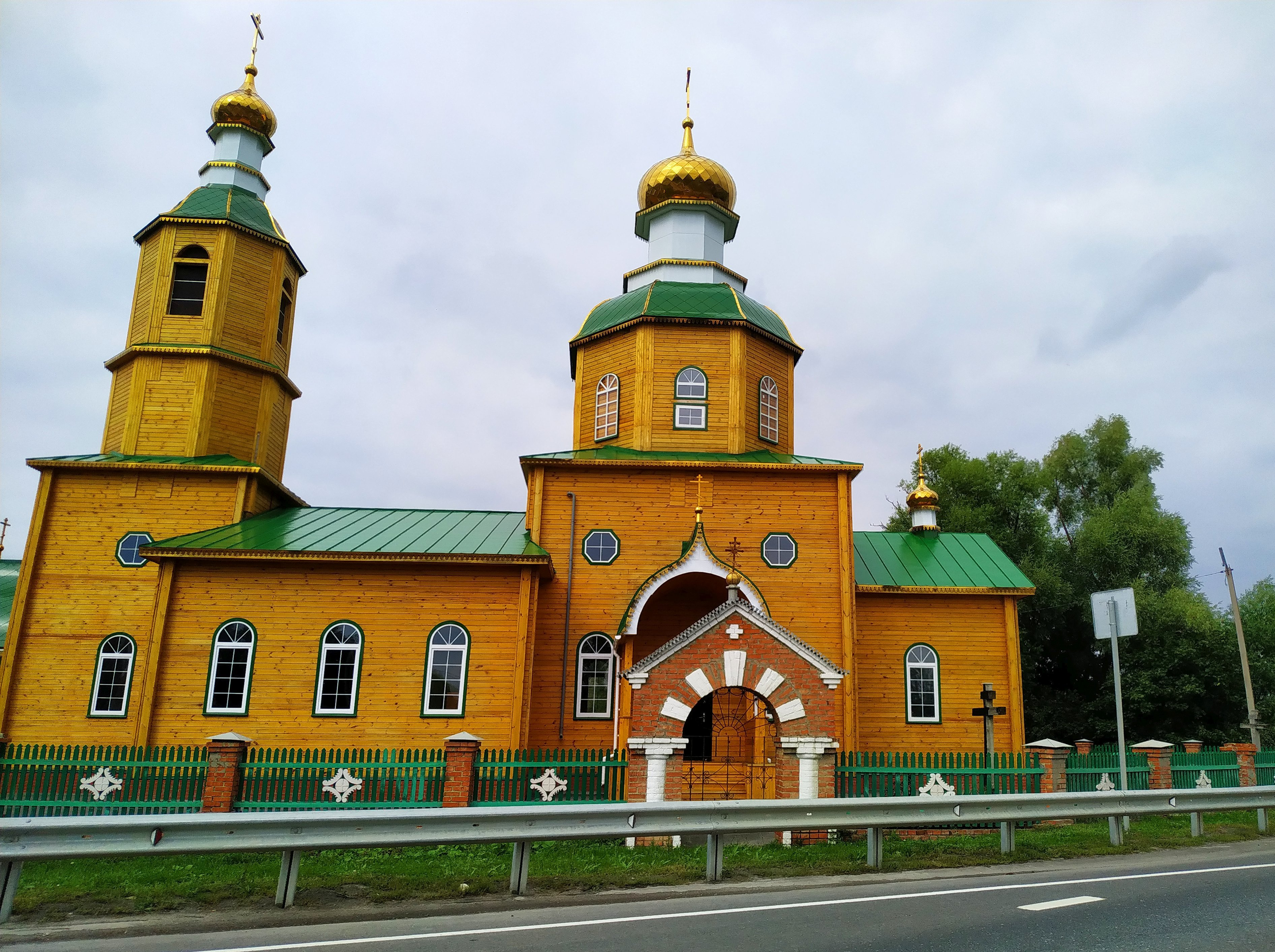